# Pavle Grbović
Pavle Grbović, cyr. Павле Грбовић (ur. 19 listopada 1993 w Belgradzie) – serbski polityk i samorządowiec, poseł do Zgromadzenia Narodowego, przewodniczący Ruchu Wolnych Obywateli (PSG).

## Życiorys
Ukończył szkołę średnią w Belgradzie, a w 2016 studia prawnicze na Uniwersytecie w Belgradzie. W 2017 zaangażował się w działalność polityczną w ramach Ruchu Wolnych Obywateli, który w tym samym roku założył Saša Janković. Pełnił w nim m.in. funkcje koordynatora zespołu do spraw mediów, sekretarza i członka zarządu. W 2018 wszedł w skład zgromadzenia miejskiego w Belgradzie.
We wrześniu 2020 zastąpił Sergeja Trifunovicia na funkcji przewodniczącego PSG. W 2022 znalazł się na liście wyborczej koalicji ugrupowań opozycyjnych (formalnie z rekomendacji Partii Wolności i Sprawiedliwości); w wyborach w tymże roku uzyskał mandat posła do Zgromadzenia Narodowego. W wyborach w 2023 kandydował natomiast z ramienia nowej opozycyjnej koalicji Serbia przeciw Przemocy, uzyskując reelekcję na kolejną kadencję serbskiego parlamentu.